# 碓井涼子 (女優)
碓井 涼子（うすい りようこ、10月28日 - ）は、富山県上市町出身の舞台女優。元劇団わらび座の劇団員だった。AB型、さそり座。

## 概略
夫は戎本みろ。2023年4月、夫と共にわらび座を退職し、富山へ帰郷した。

## おもな出演作品
- ミュージカル「つばめ」（ジェームス三木脚本・演出）：陪童
- ミュージカル『ドクトル長英』（ジェームス三木脚本・演出）：高野長英の妻ゆき
- ミュージカル『銀河鉄道の夜』（宮沢賢治原作、市川森一台本、中村哮夫演出、甲斐正人音楽）：カムパネルラ
- ミュージカル『義経-平泉の夢』（齋藤雅文作、井上思演出、甲斐正人音楽）：小虎・静（二役）
- 新潟市政令指定都市記念ミュージカル『明和義人』（火坂雅志原作、瀬戸口都脚本、栗城宏演出）：かるた
- ミュージカル『天草四郎』（長谷川康夫作、井上思演出、甲斐正人作曲・音楽監督）：天草四郎（主演/四朗が実は少女だったという架空の設定）
- ミュージカル『火の鳥 鳳凰編』（手塚治虫原作、栗山民也演出、甲斐正人作曲・音楽監督 ：速魚（ヒロイン）
- しまなみ海道10周年記念作品ミュージカル『鶴姫伝説』（高橋知伽江作、栗城宏演出、深沢桂子音楽）：鶴姫（主演）
- ミュージカル『アトム』（手塚治虫原案、横内謙介脚本・演出、甲斐正人作曲、ラッキィ池田・彩木エリ振付、手塚眞監修）：マリア（ヒロイン）
- ミュージカル『おもひでぽろぽろ』（齋藤雅文台本・作詞、栗山民也演出、甲斐正人作曲、スタジオジブリ協力）：タエ子（わらび劇場・全国公演版主演）
- ミュージカル『龍角散Presents・ゴホン！といえば』（2022年、脚本・演出：マキノノゾミ、おきん、おしか[3]、太刀持、他